# Spotcap
Spotcap es una plataforma de créditos en línea que provee préstamos a corto plazo a pequeñas y medianas empresas. La compañía ha desarrollado un proceso de decisión basado en un algoritmo que permite evaluar en tan sólo unos minutos la solvencia y rendimiento de la compañía solicitante a fin de concederle el préstamo. Spotcap está respaldado por Rocket Internet , una de las mayores firmas de capital riesgo e incubadora de startups alemana.

## Historia
La compañía, con base en Berlín, fue cofundada por Toby Triebel y Jens Woloszczak. Sus oficinas centrales se encuentran en la capital alemana, pero Spotcap opera en Madrid, donde fue lanzada por primera vez en 2014, y en Holanda. Su objetivo es expandirse internacionalmente a nuevos mercados y ya está explorando nuevas localizaciones en Europa, Asia y América.

## Modelo de negocio
En España, las pymes contribuyen al 65% del PIB y suponen un 80% del empleo total, actuando como combustible de la economía española. Estos negocios están luchando para conseguir financiación, y encuentran complicaciones debido a su menor tamaño o a que carecen de una historia financiera suficiente como para acceder a un préstamo bancario. Por ello, empresas como Spotcap ofrecen nuevos modelos de financiación alternativa orientados a facilitar el crecimiento de estas empresas. Spotcap utiliza una innovadora tecnología de puntuación crediticia que, a través de un algoritmo, evalúa directamente los datos reales del negocio tales como la solvencia y la facturación para ofrecer una línea de crédito basándose en el perfil del cliente. Así, ofrece líneas de crédito desde 500 euros hasta 100.000 euros, ayudando a emprendedores y dueños de pequeñas y medianas empresas a hacer crecer sus negocios.